# Красноармейский (Новопокровский район)
Красноармейский — посёлок в Новопокровском районе Краснодарского края.
Входит в состав Незамаевского сельского поселения.

## География

### Улицы
- пер. Октябрьский,
- пер. Южный,
- ул. Ветеранов Труда,
- ул. Октябрьская,
- ул. Советская,
- ул. Южная.

## Население
| 2002 | 2010 |
| ---- | ---- |
| 312  | ↘249 |